# 2278 Gotz
Gotz (asteróide 2278) é um asteróide da cintura principal, a 2,0849759 UA. Possui uma excentricidade de 0,1497676 e um período orbital de 1 402,63 dias (3,84 anos).
Gotz tem uma velocidade orbital média de 19,02002295 km/s e uma inclinação de 4,21309º.
Esse asteróide foi descoberto em 7 de Abril de 1953 por Karl Reinmuth.